# 안동 박씨
안동 박씨(安東 朴氏)는 경상북도 안동시를 본관으로 하는 한국의 성씨이다.
시조는 박명달(朴命達)라는 인물로 방적도위(防敵都尉)를 지냈다고 한다.

## 참고 자료
- “안동박씨(安東朴氏)”. 뿌리를 찾아서.[깨진 링크(과거 내용 찾기)]